# Irina Fedotova
Irina Fedotova (née le 15 février 1975 à Krasnodar) est une rameuse russe.

## Biographie

### Palmarès

#### Aviron aux Jeux olympiques
- 2000 à Sydney,  Australie
  -  Médaille de bronze en quatre de couple[1]

#### Championnats du monde d'aviron
- 2005 à Gifu,  Japon
  -  Médaille de bronze en quatre de couple
- 2003 à Milan,  Italie
  -  Médaille de bronze en deux de couple
- 2002 à Séville,  Espagne
  -  Médaille d'argent en deux de couple
- 1998 à Cologne,  Allemagne
  -  Médaille d'or en skiff